# Gerd Albrecht
Gerd Albrecht (19. července 1935 v Essenu – 2. února 2014) byl německý dirigent.
Během své kariéry působil ve Státní opeře ve Stuttgartu, Městském divadle v Mohuči a v Lübecku, v Německé opeře v Berlíně (1972–1974), jako šéfdirigent orchestru Tonhalle v Curychu (1975–1980), ve Státní opeře v Hamburku, jako šéfdirigent České filharmonie (1993–1996), šéfdirigent symfonického orchestru Yomiuri v Tokiu (1998–2007, poté čestný dirigent) a šéfdirigent Dánského národního symfonického orchestru (2002–2004).